# Zak Dempster
Zakkari „Zak“ Dempster (* 27. September 1987 in Castlemaine, Victoria) ist ein ehemaliger australischer Radrennfahrer.

## Werdegang
Zakkari Dempster war zunächst im Bahnradsport erfolgreich. Im Jahr 2007  wurde er australischer Meister in der Mannschaftsverfolgung und im Scratch. Bei den Ozeanienmeisterschaften gewann er Gold in der Mannschaftsverfolgung sowie Silber im Punktefahren und Scratch. Bei den Bahnweltmeisterschaften 2007 belegte er mit dem australischen Team Rang sechs.
In den nächsten Jahren widmete Zak Dempster sich schwerpunktmäßig dem Straßenradsport und gewann insbesondere 2010 eine Etappe der Japan-Rundfahrt. Nachdem er seit dem Jahr 2007 für Continental Teams und 2010 als Stagiaire beim ProTeam HTC-Highroad, erhielt er 2013 einen Vertrag bei einem Professional Continental Team, dem Team NetApp-Endura. Für diese Mannschaft bestritt er die Vuelta a España 2013 und die Tour de France 2014. Er beendete diese Rennen auf den Plätzen 133 und 152.
Parallel zu seinem Engagement im Radsport studierte Dempster nach seinem Schulabschluss Sportwissenschaft und war 2010 bis 2013 im australischen Sommer als Fitnesstrainer beim Carlton Football Club tätig.
Nach Ablauf der Saison 2019, in der er mit dem Sieg im Eintagesrennen Arnhem–Veenendaal Classic seinen wichtigsten Laufbahnerfolg errang, beendete Dempster seine Karriere als Radrennfahrer und wechselte in das Management seiner letzten Mannschaft, der Israel Cycling Academy.

## Erfolge
2007
- Australischer Meister – Einzelzeitfahren (U23)
- Australischer Meister – Mannschaftsverfolgung (mit Richard England, Sean Finning und Michael Ford)
- Australischer Meister – Scratch
- Ozeanienmeister – Mannschaftsverfolgung (mit Jack Bobridge, Rohan Dennis und Mark Jamieson)

2008
- eine Etappe Tour of Japan
- Melbourne to Warrnambool Cycling Classic

2011
- East Midlands International Cicle Classic
- eine Etappe Ronde de l’Oise

2012
- eine Etappe Czech Cycling Tour

2019
- Arnhem–Veenendaal Classic

## Grand-Tour-Platzierungen
| Grand Tour            | 2013 | 2014 | 2015 | 2016 | 2017 | 2018 | 2019 |
| --------------------- | ---- | ---- | ---- | ---- | ---- | ---- | ---- |
| Giro d’ItaliaGiro     | –    | –    | –    | –    | –    | 126  | –    |
| Tour de FranceTour    | –    | 151  | DNF  | –    | –    | –    | –    |
| Vuelta a EspañaVuelta | 133  | –    | –    | –    | –    | –    | –    |

## Teams
- 2006 Drapac Porsche
- 2007 Southaustralia.com-AIS
- 2008 Southaustralia.com-AIS
- 2009 Cycling Club Bourgas / Drapac Porsche Cycling (ab 1. September)
- 2010 Rapha Condor-Sharp
- 2011 Rapha Condor-Sharp / HTC-Highroad (Stagiaire ab 1. August)
- 2012 Endura Racing
- 2013 Team NetApp-Endura
- 2014 Team NetApp-Endura
- 2015 Bora-Argon 18
- 2016 Bora-Argon 18
- 2017 Israel Cycling Academy
- 2018 Israel Cycling Academy
- 2019 Israel Cycling Academy